# Championnat de Malte de football 1930-1931
Navigation
Saison précédente Saison suivante
La saison 1930-1931 de First Division Maltaise est la vingtième édition de la première division maltaise.
Lors de cette saison, le Sliema Wanderers FC a tenté de conserver son titre de champion face aux trois meilleurs clubs maltais lors d'une série de matchs se déroulant sur toute l'année.
Les quatre clubs participants au championnat ont été confrontés à deux reprises aux trois autres.
C'est le Floriana FC qui a été sacré champion de Malte pour la dixième fois.

## Les quatre clubs participants
| Club                | Stade            | Capacité | Ville      |
| ------------------- | ---------------- | -------- | ---------- |
| Floriana FC         | -                | -        | Floriana   |
| Hamrun Spartans     | Victor Tedesco   | 6 000    | Hamrun     |
| Sliema Wanderers FC | Guze Fava Ground | 4 000    | Sliema     |
| Valletta United     | -                | -        | La Valette |

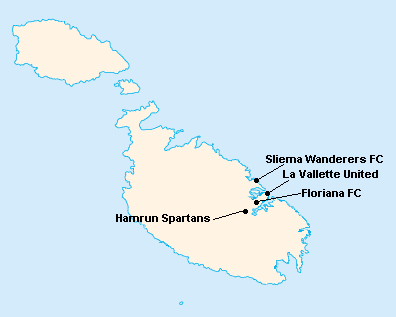
Localisation des clubs engagés dans le championnat.

L'île de Malte étant relativement petite, les clubs évoluent tous au stade National Ta'Qali (17 400 places). Certains cependant ont leur propre enceinte qu'ils peuvent éventuellement utiliser.

## Compétition

### Classement
| Rang | Équipe                  | Pts | J | G | N | P | Bp | Bc | Diff |
| ---- | ----------------------- | --- | - | - | - | - | -- | -- | ---- |
| 1    | Floriana FC (P)         | 12  | 6 | 6 | 0 | 0 | 13 | 1  | +12  |
| 2    | Sliema Wanderers FC (T) | 6   | 6 | 2 | 2 | 2 | 10 | 9  | +1   |
| 3    | Valletta United         | 4   | 6 | 1 | 2 | 3 | 8  | 11 | -3   |
| 4    | Hamrun Spartans (P)     | 2   | 6 | 0 | 2 | 4 | 5  | 15 | -10  |

| Légende : Qualifications et relégations | Légende : Qualifications et relégations                  |
| --------------------------------------- | -------------------------------------------------------- |
|                                         | Relégation en Second Division Maltaise                   |
|                                         | (T) : Tenant du titre 1929-1930 (P) : Promu en 1929-1930 |

## Bilan de la saison
| Tableau d'Honneur       |             |
| Compétition             | Vainqueur   |
| First Division Maltaise | Floriana FC |

| Promotions et relégations            |                 |
| Relégués en Second Division Maltaise | Hamrun Spartans |
| Promus de Second Division Maltaise   | Sliema Hotspurs |